# Banco Madrid
Banco Madrid es el nombre comercial de Banco de Madrid, S.A.U., banco español especializado en banca privada y gestión de patrimonios.
Actualmente (marzo de 2018), Banco Madrid se encuentra en concurso de acreedores tras su intervención por el Banco de España el 10 de marzo de 2015.

## Historia
Sus orígenes datan de 1930, cuando se constituye Banca Suñer en Barcelona. En 1954, cambió su denominación social a Banco de Madrid y ese mismo año se abrió la primera sucursal en la capital de España.
En la década de 1980, Banesto lo adquirió para formar parte de un paquete de participaciones con entidades como Banco Abel Matutes Torres, Banco Catalán de Desarrollo, Bandesco, Banca Garriga Nogués, Banco Guipuzcoano, Banco Trelles y Banco de Vitoria.
En 1993, Banco de Madrid fue adquirido por Deutsche Bank por 42.000 millones de pesetas a través de su firma española Banco Transatlántico (Bancotrans), con el propósito de fusionarlo.
En 2001, Kutxa adquirió la ficha de Banco de Madrid a Deutsche Bank por 3.000 millones de pesetas.
En 2003, se produjo el lanzamiento definitivo como entidad de banca privada. Así, se hizo el lanzamiento oficial de la marca Banco Madrid, con un capital social de 19 millones de euros en su sede principal, adquirida a Banco Sabadell por 15,6 millones de euros. Ese mismo año Jose Miguel López-Frade lanzó el primer fondo global de Banco Madrid: Fondo Premium Global Éxito.
Estableció parámetros de excelencia en el servicio a los clientes en 2004 y creó divisiones, como la gestora B. Madrid Gestión de Activos,  Multipensiones Excellence y Executive Services. También promovió acuerdos con Allfunds Bank e Indra, para diversificar su oferta de gestión de carteras y banca personal.
Desde 2005, reforzó las políticas de excelencia en el reclutamiento de personal directivo para el banco fijando su atención en atraer operadores de instituciones crediticias con prestigio mundial, con carteras de clientes establecidas, así como incremento en el número de clientes en sus sucursales, estructuras de carteras, servicios aplicables para épocas con crisis y reforzó la operación de productos financieros, como la Sicav (Sociedad de Inversión de Capital Variable).
En mayo de 2010, Kutxa comunicó el acuerdo para la venta de Banco Madrid a Banca Privada d'Andorra (BPA) por más de 100 millones de euros, según fuentes cercanas a la operación. El pago no se produjo de inmediato, ya que la operación fue intervenida por el Servicio Ejecutivo de la Comisión de Prevención del Blanqueo de Capitales e Infracciones Monetarias (Sepblac) y el Banco de España, hasta el primer trimestre de 2011, cuando el Congreso de los Diputados emitió un convenio de intercambio de información por el que Andorra, país de origen de BPA, dejó de ser paraíso fiscal.
El 20 de julio de 2011, la adquisición se hizo efectiva. Se nombró al economista José Pérez Fernández como presidente no ejecutivo del Consejo de Administración.
A partir de ese momento, Banco Madrid realizó una política de adquisiciones. En agosto de 2012, cerró la compra de la gestora Nordkapp a Banco de Valencia; en marzo de 2013, se hizo efectiva la compra de Liberbank Gestión, la gestora de fondos de inversión de Liberbank; y en noviembre de 2013, adquirió la gestora de fondos de Banco Mare Nostrum (BMN).

### Intervención por el Banco de España
El 10 de marzo de 2015, el Banco de España acordó intervenir Banco Madrid, propiedad al 100% de la Banca Privada d'Andorra (BPA), intervenida ese mismo día por el Instituto Nacional Andorrano de Finanzas (INAF) debido al anuncio del Departamento del Tesoro de los Estados Unidos de considerar a la entidad andorrana como una institución financiera extranjera sometida a preocupación de primer orden en materia de blanqueo de capitales.
El día 13, el Servicio Ejecutivo de la Comisión de Prevención de Blanqueo de Capitales e Infracciones Monetarias (Sepblac) denunció ante la Fiscalía Anticorrupción al equipo gestor de Banco Madrid al detectar indicios de delitos como blanqueo de capitales y otras operaciones sospechosas.
El día 16, los nuevos administradores de Banco Madrid, designados por el Banco de España, decidieron solicitar el concurso voluntario de acreedores de la entidad financiera. Ese mismo día, la Comisión Nacional del Mercado de Valores (CNMV) acordó la intervención de la gestora Banco Madrid Gestión y de la empresa de servicios de inversión Interdin Sociedad de Valores; y bloqueó los depósitos, fondos de inversión y Sicavs de Banco Madrid. Sin embargo, el día 17, el Juzgado de lo Mercantil número 1 de Madrid suspendió el procedimiento del concurso de acreedores a la espera de que el Fondo de Reestructuración Ordenada Bancaria (FROB) decidiera si abría un proceso de resolución o reestructuraba la entidad. El día 18, el Fondo de Garantía de Depósitos (FGD) anunció que próximamente se pondría en contacto con los clientes del banco para proceder al pago de los importes garantizados “hasta un límite máximo de 100.000 euros por titular de depósito dinerario”. El Fondo de Garantía realizó este anuncio una vez que el FROB confirmara que no iba a proceder al rescate de Banco Madrid “al no concurrir los requisitos previstos legalmente”, ya que era una entidad pequeña. Por lo tanto, la entidad se vio abocada a la liquidación por la vía concursal. En dicho concurso de acreedores, se vería si era posible que los depositantes recuperen el resto del dinero. Se trató de la primera vez desde el inicio de la crisis financiera y de deuda que se aplicaba en España el límite que marca la ley para resarcir a los clientes de entidades financieras insolventes.
El 25 de marzo de 2015, el Juzgado de lo Mercantil número 1 de Madrid declaró en concurso de acreedores voluntario a Banco Madrid y decretó el inicio de su liquidación, con lo que procedió a disolver la entidad y a sustituir a los administradores provisionales nombrados por el Banco de España por administradores concursales. La plantilla de Banco Madrid, integrada por 300 empleados, y un grupo de 100 inversores pusieron en marcha una demanda contra la intervención de la entidad.
El 31 de marzo de 2015, el Comité Ejecutivo de la Comisión Nacional del Mercado de Valores (CNMV) acordó traspasar a Cecabank los activos y fondos de los que Banco de Madrid era depositario, así como asignar a Renta 4 Banco la gestión de las instituciones de inversión colectiva (fondos de inversión); todo ello de manera provisional.
El 1 de abril de 2015, dos sociedades clientes de Banco Madrid interpusieron la primera querella criminal ante la Audiencia Nacional contra la entidad y sus antiguos gestores. El 28 de abril de 2015, el juez de la Audiencia Nacional Fernando Andreu admitió a trámite dicha querella para investigar a Banco Madrid y a siete exmiembros del Consejo de Administración, entre ellos su expresidente José Pérez Fernández, por posible delito de blanqueo de capitales.
El 22 de septiembre de 2015, los administradores concursales hicieron público el plan de liquidación de Banco Madrid. En él, se previó una ligera quita a los acreedores del banco, que podría rondar el 10%. La venta de la gestora y de los créditos a clientes serían determinantes en la cifra final a recuperar, y marcaría el porcentaje de quita de los acreedores, entre los que destacaban el Fondo de Garantía de Depósitos (FGD) y los grandes clientes de la entidad -que tenían más de 100.000 euros en depósitos-.
En diciembre de 2015, el juez del concurso de Banco Madrid dio la razón a los acreedores que querían empezar a cobrar su dinero sin esperar a la liquidación total. De esta manera, podrían comenzar ya a recuperar su dinero. Se trataba básicamente de los clientes con depósitos superiores a 100.000 euros, puesto que los inferiores habían sido ya abonados en su mayor parte por el Fondo de Garantía de Depósitos (FGD).
En marzo de 2016, los clientes de Banco Madrid habían recuperado más del 95,6% de sus depósitos de hasta 100.000 euros y el 97,7% del patrimonio en fondos de inversión; bien de la mano de los administradores concursales –que terminaron cediendo los fondos de inversión tras un pulso con la Comisión Nacional del Mercado de Valores– y del Fondo de Garantía de Depósitos (FGD), que había venido devolviendo hasta 100.000 euros por depositante.
El 10 de abril de 2016, el juez Fernando Andreu decidió que el caso Banco Madrid fuera investigado por un juzgado ordinario y no por la Audiencia Nacional, ya que solo se podía mantener la imputación contra sus directivos por blanqueo de capitales y no por insolvencia punible, lo que conllevaba su inhibición. Se aceptó que Banco Madrid disponía de unos ratios de solvencia muy superiores a la media del sector. La entidad mantuvo desde un primer momento que fue precisamente la retirada en masa de fondos de clientes tras la intervención por el Banco de España la que produjo el fuerte deterioro de su situación financiera.
El 22 de abril de 2016, los administradores concursales de Banco Madrid vendieron la gestora de la entidad a Trea Asset Management por 16,5 millones de euros.
El 24 de junio de 2016, la administración concursal de la entidad anunció que anticiparía el pago de los créditos a los acreedores tras recibir la aprobación del juez de lo mercantil número 1 de Madrid, Carlos Nieto. Los activos de Banco Madrid se valoraban en 808 millones de euros, mientras que el pasivo del crédito concursal se cifraba en 405 millones; no obstante, a pesar del superávit, la liquidación final “dependería de la venta del resto de los activos del banco”.
El 26 de julio de 2016, Banco Madrid causó baja en el registro de entidades de crédito, como consecuencia de la decisión del Consejo de Gobierno del Banco Central Europeo (BCE), por la que se revocó la autorización concedida a dicha sociedad para actuar como entidad de crédito.
El 31 de octubre de 2016, el titular del Juzgado de Instrucción número 38 de Madrid aceptó investigar a los dueños del BPA y de Banco Madrid, Higini y Ramon Cierco; al presidente de Banco Madrid, José Pérez, y a los miembros del consejo de administración, Joan Pau Miquel, Soledad Núñez y Ricard Climent; por un presunto delito de blanqueo de capitales.
El 17 de febrero de 2017, Trea Asset Management cerró la compra de Banco Madrid Gestión de Activos. Hasta la fecha, Renta 4 Gestora era la gestora provisional de los fondos provenientes de dicha firma.
El 28 de julio de 2017, el juzgado mercantil número 1 de Madrid declaró fortuito y no culpable el concurso de acreedores de Banco Madrid. Todas las personas afectadas fueron absueltas por el juez Carlos Nieto. Posteriormente, se volvió a poner en marcha la liquidación de la entidad aclarando que los recursos de algunos de los acreedores no eran motivo para paralizar el proceso.
En marzo de 2018, los gestores de la entidad aprobaron una nueva remesa de pagos a los afectados con la que saldarán ya el 75% de la deuda reconocida. En concreto, acordaron impulsar pagos por un 25% de la deuda reconocida. Esta cifra se suma al abono del 50% del monto reclamado que ya realizaron tras recibir un inusual permiso del juez en julio de 2016. A fecha de la declaración del concurso, los créditos privilegiados y ordinarios reconocidos por la administración concursal superaron los 340 millones de euros. Tras el abono de cerca de 172 millones de euros, a partir de ahora se procederá al pago escalonado de otros 86 millones. Tras este abono, el 93,5% de los 15.226 afectados habrá sido compensado.
El día 2 de enero de 2019 el Juzgado de Instrucción nº 38 de Madrid sobreseyó el procedimiento penal contra los administradores de Banco Madrid. Esta resolución fue confirmada por auto de 3 de julio de 2019 dictado por la Sección 16.ª de la Audiencia Provincial de Madrid.
El día 18 de agosto de 2021 el SEPBLAC acordó el sobreseimiento del expediente sancionador seguido contra los antiguos administradores de Banco de Madrid.

#### Críticas a la intervención
En enero de 2017, varias asociaciones de afectados, contradiciendo al Ministerio de Economía y a la administración concursal, afirmaron que no habían podido recuperar el dinero que tenían en la entidad antes de su intervención por el Banco de España, ni siquiera los 100.000 euros por titular que garantiza la normativa española en caso de quiebra o liquidación de una entidad; y criticaron la liquidación de una entidad solvente, que podía haber sobrevivido tras la intervención. Fuentes jurídicas consideraron que el Fondo de Garantía de Depósitos (FGD) no comenzaría a reembolsar el dinero a los depositantes hasta que el juez concursal dictara el auto de liquidación y que una vez que se produjera la valoración de los activos del Banco Madrid, fundamentalmente inmobiliarios, se podría conocer el volumen de dinero disponible para pagar a los acreedores y las cantidades que habría que restituir con el fondo de garantía. Todo esto se produjo en medio de las dudas sobre la legalidad de la intervención de la entidad, ya que el servicio antiblanqueo del Ministerio de Economía (el Sepblac) había inspeccionado al Banco Madrid en 2014 sin detectar deficiencias significativas.

## Actividad
En enero de 2015, Banco Madrid gestionaba 6.000 millones de euros en activos y contaba con 100 banqueros privados.
A principios de 2015, tenía unos 15.000 depositantes y unos 74.000 partícipes en fondos de inversión.
En 2012, Banco Madrid contó con 6 Sicav entre las 15 más rentables de España, según un informe de VDOS Stochastics.
Banco Madrid Gestión de Activos tiene en el primer cuartil de los rankings a varios de sus fondos de inversión. Banco Madrid Ibérico Acciones, fondo de inversión que invierte en renta variable española, fue galardonado por Morningstar con medalla de bronce y cuatro estrellas.
Banco Madrid ostentaba en diciembre de 2013 un coeficiente de solvencia del 38,40% frente al 12,10% de la media de la banca española y un índice de morosidad del 1,92% frente al 13,61% de la media de la banca española.